# DNAJB9
DNAJB9‏ (DnaJ heat shock protein family (Hsp40) member B9) هوَ بروتين يُشَفر بواسطة جين DNAJB9 في الإنسان.